# Цикл Вильсона

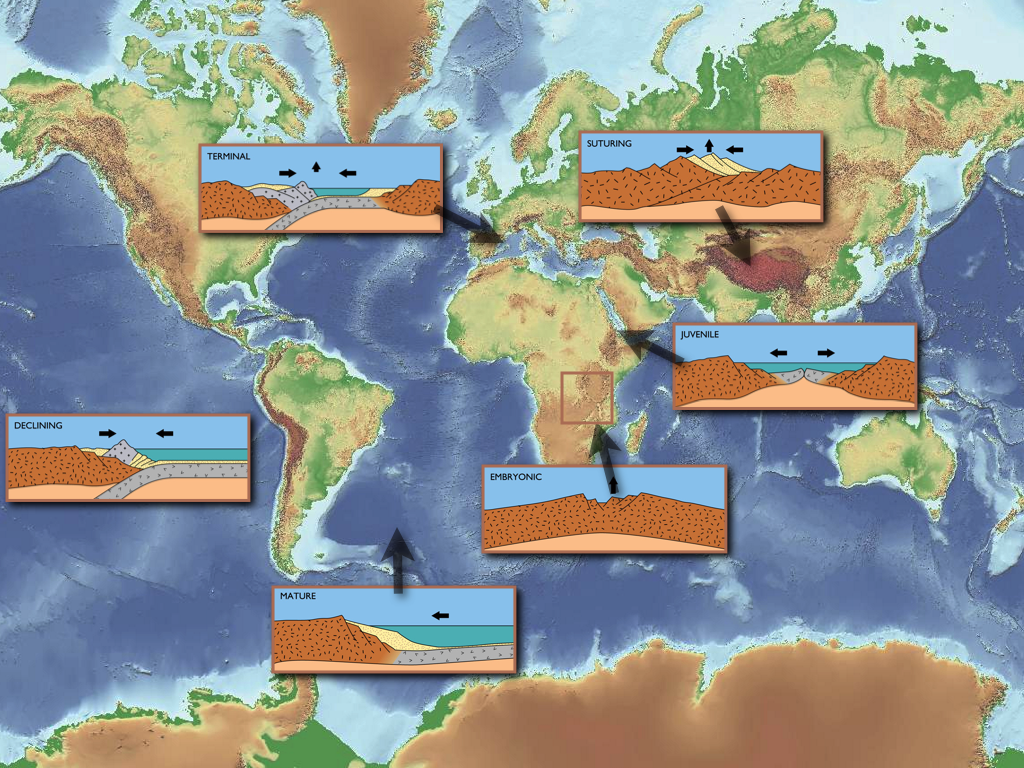
Стадии цикла Вильсона с примерами

Цикл Вильсона — цикл формирования и исчезновения океанов, обусловленный тектоническими движениями литосферных плит. Предложен канадским геофизиком Джоном Тузо Вильсоном в 1966 году. Полный цикл Вильсона занимает от 400 до 600 млн лет.
Связан с предполагаемым суперконтинентальным циклом, описывающим объединение земных материков в суперконтиненты и их последующий распад, но не тождественен ему: цикл Вильсона для конкретного океана может не закончиться формированием суперконтинента (закрытие океана Тетис, например, произошло в результате коллизии Индийского субконтинента и Евразии, но к формированию суперконтинента не привело).

## Стадии цикла Вильсона
| №   | Название                        | Протекающие процессы | Пример на современной Земле                               |
| --- | ------------------------------- | --- | --------------------------------------------------------- |
| I   | Эмбриональная                   | Заложение континентальных рифтов — разломов в континентальной коре, ведущих к распаду континентов. | Восточно-Африканская рифтовая долина                      |
| II  | Юность                          | Континентальные рифты становятся межконтинентальными, закладывается процесс спрединга — образования океанической коры. | Красное море                                              |
| III | Зрелость                        | Океанический бассейн достигает максимальных размеров. Тектонические структуры его дна (шельф, материковый склон, абиссальная равнина, срединно-океанический хребет) окончательно сформированы. Обе океанические окраины пассивны. | Атлантический и Индийский океаны                          |
| IV  | Угасание                        | Закладываются зоны субдукции (активные океанические окраины) и вулканические дуги. Спрединг в зоне срединно-океанического хребта при этом продолжается.                                                                           | Западная окраина Тихого океана                            |
| V   | Терминальная                    | Зона спрединга отсутствует. Субдукция поглощает океаническую кору, приводя к закрытию океанического бассейна | Восточная окраина Средиземного моря (бывший океан Тетис)  |
| VI  | Закрытие океанического бассейна | Коллизия континентов, некогда ограничивавших океанический бассейн, формирование сутур (тектонических швов) и складчатых областей, потенциально — суперконтинента.                                                                 | Средиземноморский складчатый пояс (на месте океана Тетис) |